# Puerto Lempira
Puerto Lempira é uma cidade de Honduras e capital do departamento de Gracias a Dios. Segundo censo de 2013, tinha 14 398 habitantes.